# Лендинузо (Бриндизи)
Лендинузо (итал. Lendinuso) је насеље у Италији у округу Бриндизи, региону Апулија.
Према процени из 2011. у насељу је живело 53 становника. Насеље се налази на надморској висини од 3 м.